# Michele Monti
Pour les articles homonymes, voir Monti.
Michele Monti, né le 5 juin 1970 à Rosignano Marittimo et mort le 8 décembre 2018 à Rome, est un judoka italien.

## Carrière
En 1997, il remporte la médaille d'or des moins de 86 kg aux Jeux méditerranéens et la médaille de bronze dans la même catégorie aux Championnats du monde.
Après avoir participé aux Jeux olympiques d'été de 2000, il est médaillé de bronze aux  Jeux méditerranéens de 2001 dans la catégorie des moins de 100 kg. Cinquième des Championnats du monde de judo 2003, il concourt aux Jeux olympiques d'été de 2004 et remporte la médaille de bronze des Championnats d'Europe de judo 2004 en moins de 100 kg. Il est septième des Championnats d'Europe de judo 2005 dans cette même catégorie de poids.